# Take Care (노래)
"Take Care"는 캐나다의 힙합 가수 드레이크의 노래이다. 피쳐링에는 바베이도스 출신의 가수 리한나가 참여했고, 프로듀싱에는 제이미 엑스엑스와 노아 "40" 셰빕이 참여했다. 바비 블랜드의 1960년 노래인 "I'll Take Care of You"를 샘플링하였다. 드레이크의 2번째 정규 앨범인 Take Care에 수록되어 있으며, 빌보드 핫 100차트에서 7위까지 기록되었다.

## 차트 및 인증
| 차트 (2011–12)                   | 최고 순위 |
| -------------------------------- | --------- |
| 오스트레일리아 (ARIA)            | 9         |
| 벨기에 (울트라탑 50 플랑드르)    | 36        |
| 벨기에 (울트라팁 왈로니아)       | 16        |
| 캐나다 (캐나디안 핫 100)         | 15        |
| 체코 (IFPI)                      | 58        |
| 덴마크 (트랙리슨)                | 8         |
| 프랑스 (SNEP)                    | 27        |
| 아일랜드 (IRMA)                  |           |
| 이스라엘 (미디어 포레스트)       | 6         |
| 뉴질랜드 (레코드 뮤직 NZ)        | 7         |
| 스코틀랜드 (오피셜 차트 컴퍼니)  | 14        |
| 스웨덴 (스베리예토프리스탄)      | 49        |
| 스위스 (슈바이처 히트파라데)     | 50        |
| 영국 알앤비 (오피셜 차트 컴퍼니) | 3         |
| 영국 싱글 (오피셜 차트 컴퍼니)   | 9         |
| 미국 빌보드 핫 100               | 7         |
| 미국 핫 알앤비/힙합 송 (빌보드)  | 26        |
| 미국 핫 랩 송 (빌보드)           | 2         |
| 미국 팝 송 (빌보드)              | 8         |
| 미국 리드믹 (빌보드)             | 1         |

| 차트 (2012)                     | 최고 순위 |
| ------------------------------- | --------- |
| 오스트레일리아 (ARIA)           | 66        |
| 오스트레일리아 어반 (ARIA)      | 19        |
| 캐나다 (캐나디안 핫 100)        | 36        |
| 프랑스 (SNEP)                   | 114       |
| 스웨덴 (스베리예토프리스탄)     | 99        |
| 영국 싱글 (오피셜 차트 컴퍼니)  | 67        |
| 미국 빌보드 핫 100              | 23        |
| 미국 핫 알앤비/힙합 송 (빌보드) | 55        |
| US 핫 랩 송 (빌보드)            | 5         |
| US 팝 송 (빌보드)               | 43        |